# Марбург-Биденкопф (район)
Марбург-Биденкопф (нем. Marburg-Biedenkopf) — район в Германии. Центр района — город Марбург. Район входит в землю Гессен. Подчинён административному округу Гисен. Занимает площадь 1263 км². Население — 250,8 тыс. чел. (2010). Плотность населения — 199 человек/км².
Официальный код района — 06 5 34.
Район подразделяется на 22 общины.

## Города и общины
1. Марбург (80 050)
2. Штадталлендорф (21 213)
3. Кирхгайн (16 243)
4. Биденкопф (13 234)
5. Гладенбах (12 213)
6. Даутфеталь (11 775)
7. Веттер (8959)
8. Эбсдорфергрунд (8930)
9. Нойштадт (8833)
10. Бад-Эндбах (8284)
11. Ланталь (7013)
12. Кёльбе (7007)
13. Ваймар (6945)
14. Брайденбах (6882)
15. Лора (5594)
16. Амёнебург (5162)
17. Раушенберг (4462)
18. Штеффенберг (4236)
19. Фронхаузен (4030)
20. Ангельбург (3584)
21. Мюнхгаузен (3505)
22. Вораталь (2435)

(30 июня 2010)